# Alexander S. Wallace

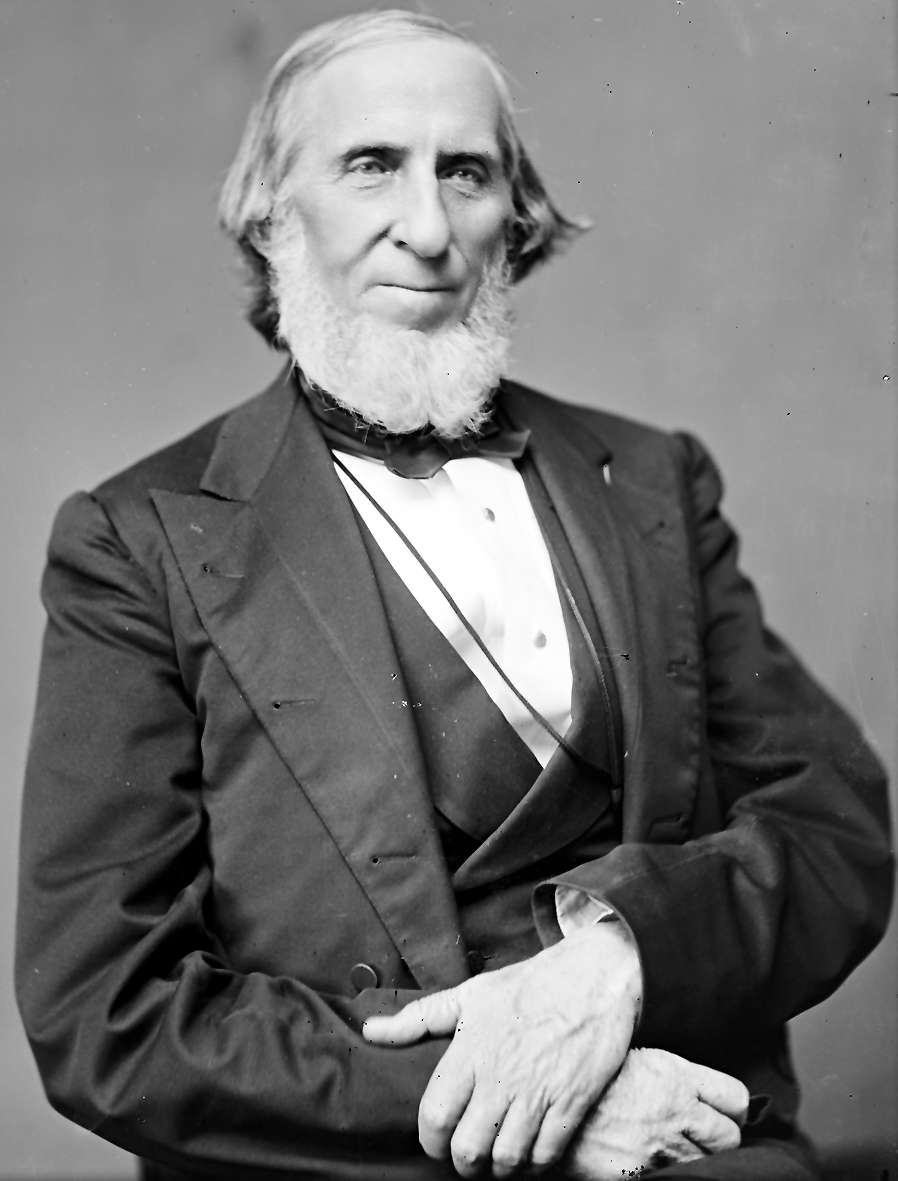
Alexander S. Wallace

Alexander Stuart Wallace (* 30. Dezember 1810 bei York, York County, South Carolina; † 27. Juni 1893 ebenda) war ein US-amerikanischer Politiker. Zwischen 1870 und 1877 vertrat er den Bundesstaat South Carolina im US-Repräsentantenhaus.

## Werdegang
Alexander Wallace erhielt nur eine begrenzte schulische Ausbildung. Danach arbeitete er als Pflanzer in seiner Heimat. Daneben begann er eine politische Laufbahn. Zwischen 1852 und 1866 war er dreimal Abgeordneter im Repräsentantenhaus von South Carolina. Nach dem Ende des Bürgerkrieges wurde Wallace Mitglied der Republikanischen Partei.
Bei den Kongresswahlen des Jahres 1868 kam es zu einer Wahlanfechtung durch Wallace, der gegen den Ausgang der Wahl zu Gunsten von William Dunlap Simpson Widerspruch einlegte. Der Sitz im Repräsentantenhaus blieb bis zur Entscheidung am 27. Mai 1870 vakant. An diesem Tag wurde Alexander Wallace zum Wahlsieger erklärt. Nach drei Wiederwahlen in den Jahren 1870, 1872 und 1874 konnte er bis zum 3. März 1877 den vierten Wahlbezirk von South Carolina im Kongress vertreten. Zwischen 1871 und 1873 war er Vorsitzender des Ausschusses für Ansprüche an die Bundesregierung aus der Revolutionszeit.
Bei den Wahlen des Jahres 1876 unterlag Wallace dem Demokraten John H. Evins. Bis 1969 sollte er der letzte Republikaner bleiben, der den vierten Distrikt von South Carolina im Kongress vertrat. Nach dem Ende seiner Zeit im Repräsentantenhaus arbeitete Wallace bis zu seinem Tod im Jahr 1893 in der Landwirtschaft.